# Chiesa di San Sebastiano (San Sebastiano Curone)
La chiesa di San Sebastiano è la parrocchiale di San Sebastiano Curone, in provincia di Alessandria e diocesi di Tortona; fa parte del vicariato delle Valli Curone e Grue.

## Storia
Già nel XIV secolo esisteva in paese un oratorio con dedica a San Sebastiano, forse realizzato per ottemperare a un ex voto.
Il luogo di culto venne ricostruito nel Cinquecento, per poi essere ampliato nel secolo successivo.
La parrocchiale fu riedificata tra il 1774 e il 1788 e venne poi decorata nel 1819.
Nel 1915 la facciata subì un intervento di rimaneggiamento e verso il 1955 la chiesa fu restaurata, mentre l'adeguamento liturgico postconciliare venne condotto nel 1970.

## Descrizione

### Esterno
La facciata a salienti della chiesa, rivolta a mezzogiorno, è composta da tre corpi, abbelliti da lesene binate: quello centrale, più ampio, presenta centralmente il portale d'ingresso, protetto dal protiro, e sopra una finestra ed è concluso dal coronamento mistilineo, mentre le due ali laterali sono caratterizzate dagli ingressi secondari e da altre due finestre.
Annesso alla parrocchiale è il tozzo campanile a pianta quadrata, la cui cella presenta su ogni lato una monofora ed è coperta dal tetto a quattro falde.

### Interno
L'interno dell'edificio è suddiviso da pilastri sorreggenti degli archi a tutto sesto in tre navate, ognuna delle quali consta di quattro campate; al termine dell'aula si sviluppa il presbiterio, rialzato di alcuni gradini, ospitante l'altare maggiore e chiuso dall'abside quadrangolare.
Qui sono conservate diverse opere di pregio, tra le quali la pala don soggetto il Martirio di San Sebastiano, eseguita dal ligure Giò Raffaele Badaracco nel XVII secolo, la statua lignea ritraente San Sebastiano, intagliata da Luigi Montecucco, la tela raffigurante Gesù Bambino che appare a Sant'Antonio da Padova, dipinta da Domenico Fiasella, e l'altare maggiore, costruito nel 1759.